# Hipertonía muscular
En medicina, se llama hipertonía muscular a aquella situación en la que el tono de los músculos esqueléticos es mayor de lo normal y en consecuencia se produce una resistencia del músculo a ser estirado de forma pasiva. No es una enfermedad, sino un síntoma que puede deberse a numerosas causas. Todo músculo de un ser vivo presenta aun en estado de reposo un ligero grado de contracción que se llama tono muscular y lo diferencia de la flacidez total y de la tensión vigorosa de un músculo totalmente contraído. El síntoma contrario a la hipertonía es la hipotonía
Existen tres tipos de hipertonía: espasticidad, rigidez y paratonía. El tono muscular está regulado por impulsos nerviosos originados en el cerebro que alcanzan los músculos de todo el cuerpo mediante los nervios motores. La hipertonía tiene lugar cuando existe alguna lesión en las regiones del sistema nervioso que controlan la emisión de estos impulsos. Entre las enfermedades que pueden causar hipertonía se encuentra la enfermedad de Parkinson, esclerosis múltiple, parálisis cerebral, tumores cerebrales y cualquier proceso que afecte a la vía piramidal.